# پیمان وین (۱۷۳۸)

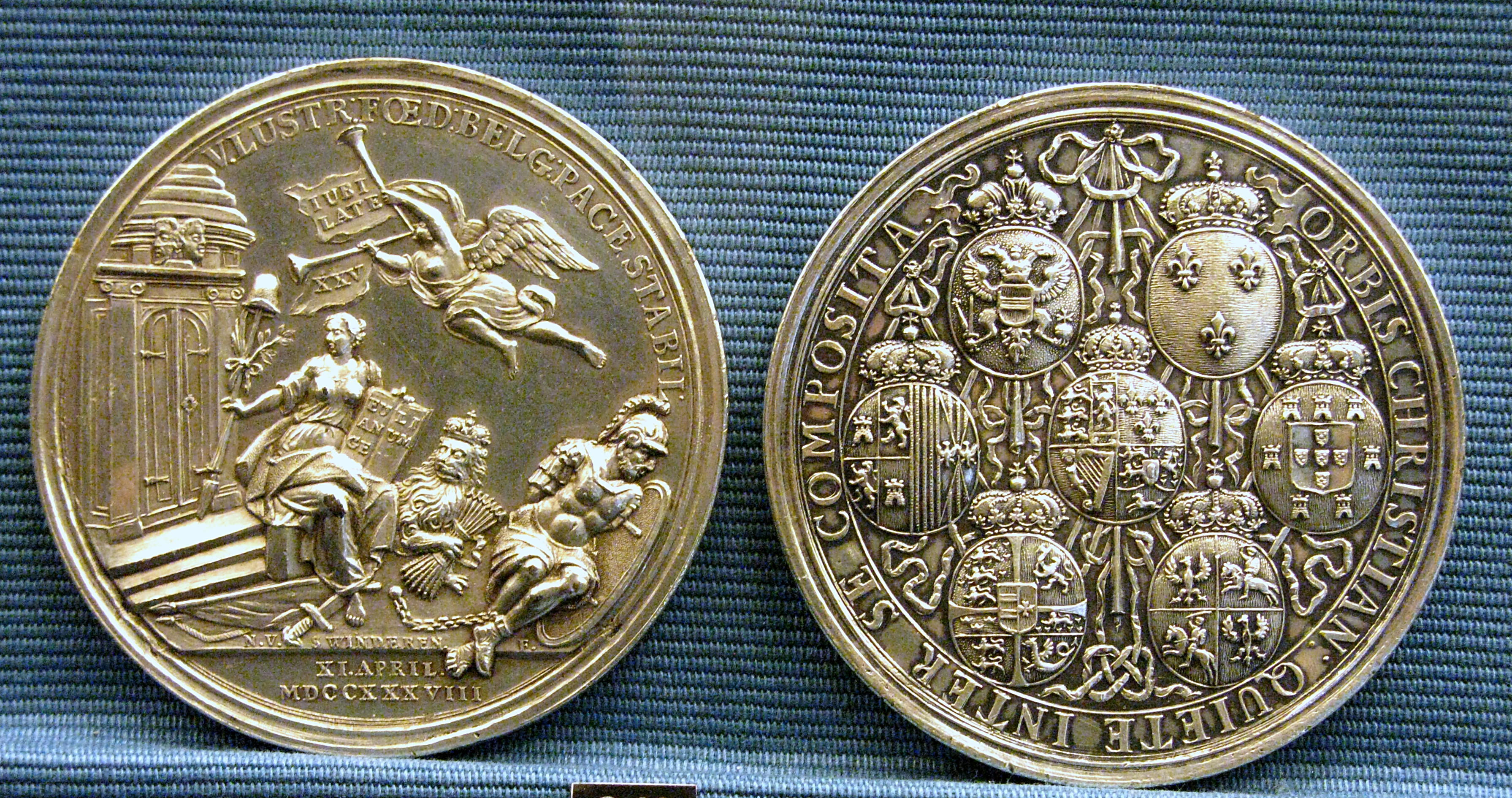
مدال یادبود پیمان ۱۷۳۸ وین

پیمان وین یا صلح وین در ۱۸ نوامبر ۱۷۳۸ میلادی امضاء شد. این پیمان به جنگ جانشینی لهستان خاتمه داد. در مذاکرات صلح، استانیسلاو لکزینسکی ادعایش در مورد تاج و تخت لهستان را پس گرفت و آگوستوس سوم، دوک ساکسونی، را به رسمیت شناخت. او در عوض این کار، دوک نشین لورن را دریافت کرد که قرار شد پس از مرگش، به فرانسه برسد. او در سال ۱۷۶۶ میلادی مرد. فرانسیس استفان، دوک لورن- در عوض از دست دادن قلمروش - دوک نشین بزرگ توسکانی را دریافت کرد که آخرین پادشاه آن از خاندان مدیچی، در ۱۷۳۷ درگذشته بود. همچنین، فرانسه ،در این پیمان، با قانون ضامن اجرای عملی ۱۷۱۳ موافقت نمود. طبق شرط مفاد دیگر این پیمان پادشاهی ناپل و سیسیل از طرف اتریش به شارل سوم دوک پارما و پیاچنزا -پسر کوچکتر شاه فیلیپ پنجم اسپانیا- واگذار گردید. در عوض، شارل مجبور بود پارما را به اتریش واگذار نموده و از ادعایش در مورد تاج و تخت توسکانی، چشم پوشد.

## پیش‌زمینه
در سال ۱۷۳۳ پادشاه لهستان اگوست دوم مرد و برای تعیین جانشین او میان اعضای دیت لهستان اختلاف افتاد: اکثریت اعضا، استانیسلاس لکزینسکی را پادشاه خواندند و اقلیت مجلس مزبور به هواخواهی از منتخب ساکس، یعنی اگوست سوم، پسر اگوست دوم برخاست. اتریش و روسیه از منتخب ساکس طرفداری می‌کردند ولی فرانسه از استانیسلاس، که دخترش ماری لکزینسکی به همسری پادشاه فرانسه لوئی پانزدهم درآمده بود، پشتیبانی می‌کرد؛ اسپانیا و ساردنی (ساووای قدیم) برای اقناع جاه طلبی‌های شخصی خود، به کمک فرانسه وارد جنگ شدند ولی دولت انگلیس بیطرف ماند.
مراحل اولیه جنگ در لهستان صورت گرفت. روس‌ها و اتریشی‌ها پس از تصرف این سرزمین، اگوست سوم را به تخت شاهی نشاندند و معدودی از قوای فرانسه که به دانتزیگ اعزام شده بودند با وجود مقاومت و پایداری زیاد، شکست خورده تسلیم شدند. از این پس میدان نبرد به ممالک غربی یعنی آلمان و بخصوص ایتالیا انتقال یافت؛ قوای فرانسه و ساردنی، اتریشی‌ها را در پارما و گواستالا شکست داده ناحیهٔ میلانه را گرفتند و اسپانیائی‌ها که در بی تونتو فاتح شده بودند ناپل و سیسیل را تصرف کردند.
پی از این، بنا به اصرار کاردینال دوفلوری که رهبری سیاست فرانسه را به عهده داشت و طالب صلح با اتریش بود، مذاکراتی انجام گرفت که در سال ۱۷۳۴ به عهدنامهٔ وین منجر شد: به موجب این عهدنامه، اگوست سوم به پادشاهی لهستان رسید و دوک‌نشین لرن به اختیار استانیسلاس درآمد به این شرط که پس از مرگ استانیسلاس، ضمیمه خاک فرانسه گردد. پارما نصیب اتریش شد و دولت اتریش دو شهر لمباردی را به ساردنی، و سیسیل و ناپل را به اسپانیا داد.
این صلح اساس متین و استواری نداشت و در طول چهار سال پس از آن، مقدمات برخورد و نزاع جدیدی، در دریاها و مستعمرات، میان انگلیس، اسپانیا و فرانسه و از طرف دیگر جنگ‌هایی در قاره اروپا، میان پروس و اتریش فراهم شد.